# Valdepeñas (stacja kolejowa)
Valdepeñas (hiszp. Estación de Valdepeñas) – stacja kolejowa w miejscowości Valdepeñas, w prowincji Ciudad Real, we wspólnocie autonomicznej Kastylia-La Mancha, w Hiszpanii. Obsługiwana jest przez połączenia średniego i długiego dystansu Renfe.

## Położenie stacji
Znajduje się na Alcázar de San Juan – Kadyks w km 224,9, na wysokości 698 m n.p.m., między stacjami Manzanares i Santa Cruz de Mudela.

## Historia
Stacja została otwarta 21 kwietnia 1862 przez Compañía de los Ferrocarriles de Madrid a Zaragoza y Alicante (MZA) wraz z odcinkiem Manzanares-Santa Cruz de Mudela. W 1941 roku w wyniku nacjonalizacji kolei w Hiszpanii stacja stała się częścią RENFE.
Od 31 grudnia 2004 infrastrukturą kolejową zarządza Adif.

## Linie kolejowe
- Alcázar de San Juan – Kadyks